# ジャミール・ワトキンス
ジャミール・ワトキンス（Jameel Watkins、1977年8月2日 - ）は、アメリカ合衆国出身のバスケットボール選手である。ポジションはセンター。身長211cm、体重116kg。

## 来歴
ジョージタウン大学に入学。
その後プロ選手となり、2000年にCBAのフォートウェインと契約したのを皮切りに、イタリア、中国、フィリピン、韓国など各国のチームを渡り歩いた後、2012年に来日し、日本バスケットボールリーグ（JBL）のパナソニックトライアンズに入団。リーグ戦では42試合に出場し、フィールドゴール成功率（56.5パーセント）およびブロックショット数（1試合平均2.12本）で1位。得点（17.02点）とリバウンド（12.05本）はリーグ3位だった。また、第88回天皇杯でパナソニック最後の優勝に貢献し、ベスト5に選出された。
2013年、レバンガ北海道（リーグはナショナル・バスケットボール・リーグ（NBL）に移行）に移籍した。同年のNBLオールスターに選出されている。
2014年、退団。

## 経歴
- ポールロビンソン高校 - ジョージタウン大学 - フォートウェイン（アメリカCBA） - Mado Livorno（イタリア） - フェイエットビル・ペイトリオッツ（NBDL） - 北京ダックス（中国） - シェル・ターボチャージャーズ（フィリピン） - 原州TGエクサス - 原州東部プロミ（以上韓国） - Fujian SBS XunXin - Jiangsu Naugang Dragons（2008～2010） - Jilin Northeast Tigers（2010～2012）（以上中国） - パナソニック - レバンガ（2013～2014）